# Armin Görtz
Armin Görtz (Dortmund, 1959. augusztus 30. –) olimpiai bronzérmes német labdarúgó, hátvéd.

## Pályafutása

### Klubcsapatban
Az 1981–82-es idényben az Eintracht Frankfurt, az 1982–83-asban az FSV Frankfurt játékosa volt. 1983-ban Belgiumba szerződött. Egy idényen át a Beveren, majd két idényen át a  Waregem labdarúgója volt. 1986-ban hazatért és az 1. FC Köln csapatában szerepelt, ahol két bajnoki ezüstérmet szerzett az együttessel. 1990 és 1993 között a Hertha BSC csapatában játszott és itt vonult vissza az aktív labdarúgástól.

### A válogatottban
Kilenc alkalommal szerepelt a nyugatnémet olimpiai válogatottban. 1988-ban a szöuli olimpián bronzérmet szerzett a  válogatottal. 1988-ban két alkalommal szerepel a nyugatnémet válogatottban.

## Sikerei, díjai
NSZK
- Olimpiai játékok
  - bronzérmes: 1988, Szöul

 1. FC Köln
- Nyugatnémet bajnokság (Bundesliga)
  - 2.: 1988–89, 1989–90